# Шаир Аутар
Шаир Аутар (Ша‘ир Автар, Ша‘ир ’Аутар или Ша‛р Аутар; Sha‛r Awtar) — царь (малик) Сабы около 210—230 годов из хамданитской династии, сын и соправитель царя Алхана Нахфана. Временно возродил гегемонию Сабейского царства на юге Аравийского полуострова, в результате чего около 220 года вновь принял двойной титул «царь Сабы и Зу Райдана».

## Происхождение и начало правления
Шаир Аутар был сыном сабейского царя Алхана Нахфана; в сохранившихся надписях отца Шаир Аутар фигурирует в качестве его соправителя и, как следствие, престолонаследника. После смерти отца Шаир Аутар, судя по всему, без каких либо проблем унаследовал сабейский престол. Это произошло около 210 года. Известна посвятительная надпись CIH 308, обнаруженная в храме Турат (к северу от Саны), в которой царь Алхан Нахфан и его сын-соправитель Шаир Аутар благодарят своего родового бога-покровителя Таалаба Рийама (местного бога луны и верховного божества области Сумай) «за заключение военного союза с царем Хабашат (Абиссинии) Гадарой подобно тому, как был заключён их союз с царем Хадрамаута Йадаабом Гайланом, до этого посвящения». В благодарность за это цари Сабы посвятили своему богу тридцать бронзовых статуй.

## Правление
Шаир Аутар продолжил политику отца, направленную на расширение и укрепление власти Сабы на юге Аравии. Для достижения этой цели ему первоначально приходилось поддерживать союзнические отношения с абиссино-аксумским царём Гадарой, войска которого к тому времени, судя по всему, уже ушли с Аравийского полуострова. Сведения об этом содержатся, в частности, в сакральной надписи Ja 631 из центрального марибского храма Аввам, в которой один из полководцев Шаира Аутара, кайл Катбан Авкан из рода Бану Гурат, посвящает верховному сабейскому богу Алмакаху две бронзовые статуи в благодарность за помощь Катбану Авкану и его общине «во многих боях и сражениях и битвах и в стычках и в столкновениях, в которых он участвовал и сражался с царями и войсками, которые сражались и воевали против господина их, Шаира Аутара», а также за помощь в успешном осуществлении дипломатической миссии, в ходе которой Катбан Авкан, посланный Шаиром Аутаром с посольством в землю Хабашат к Гадаре, заключил необходимые сабейскому царю соглашения и благополучно вернулся домой с «хорошим ответом, который удовлетворил их господина во всем, с чем он посылал их».
Кроме Аксума Шаир Аутар поддерживал союз с Хадрамаутом, заключенный ещё во время царствования Алхана Нахфана, причём в этом союзе Шаир Аутар занимал доминирующее положение. В 222—223 годах он оказал военную помощь хадрамаутскому царю Илиаззу Йалуту II, мужу своей сестры, во время восстания общин и племен во Внутреннем Хадрамауте. Однако Илиазз Йалут явно тяготился союзом с Шаиром Аутаром и попытался распространить свою власть на часть территории бывшего Катабана. После того как около 225 года или во 2-й половине 20-х годов III в. царь Хадрамаута без санкции Сабы захватил катабанский город Абадан, Шаир Аутар пошёл на него войной, разбил его войско, а самого Илиазза Йалута захватил в плен. Сабейские войска разорили столицу Хадрамаута и его главный порт Кану, а сестра Шаира Аутара, хадрамаутская царица Маликхалак, которую, вероятно, к этому времени уже перевели в разряд заложниц, была возвращена в Мариб. Кроме покорения Хадрамаута, дошедшие до нас надписи Ja 634, Ja 635 и Ja 641 сообщают о походе Шаира Аутара против племени киндитов, во время которого его войска захватили и разграбили киндитскую столицу Карйат зат-Кахл (Карйат аль-Фау), расположенную в оазисе между Наджраном и Йамамой на караванном пути с запада на восток.
Добившись определённых успехов в утверждении господства Сабейского царства над территорией Южной Аравии, Шаир Аутар между 218 и 223 годами принял титул «царь Сабы и Зу Райдана», тем самым заявляя о своей власти не только над Сабой, но и над территорией Химьяра. Несмотря на это, определённая часть территории Химьяра, судя по сохранившимся надписям, продолжала контролироваться местной династией. К примеру, в указанной выше надписи Ja 631 кайл Катбан Авкан повествует о своей победе над осадившими Зафар (столицу Химьяра) аксумскими войсками под предводительством полководца Бега (Байга). В этой битве, продолжавшейся несколько дней, на стороне Катбана Авкана во главе своих войск участвовал химьяритский царь Лиазиз Йуханиф Йухасдик, который также носил титул «царь Сабы и Зу Райдана». По мнению французского ориенталиста Кристиана Робена, неудачное аксумское вторжение в Химяр под предводительством Бега могло иметь место во второй четверти III в., как при сабейском царе Шаире Аутаре, так и при его приемнике Лахайасате Йархаме; согласно другой версии (М. Д. Бухарин, Н. Небес), текст надписи Ja 631 свидетельствует, что причиной вторжения аксумитов в Южную Аравию под командованием Бега послужила именно смерть Шаира Аутара, после которой наступил период междуцарствия и негус Аксума посчитал себя свободным от союзнических соглашений, заключённых с покойным царём Сабы.
Царь Шаир Аутар умер около 230 года. При жизни он сделал соправителем своего младшего брата Хайвастара Йаду, рассчитывая передать ему престол по наследству, однако Хайвастар не смог утвердиться в качестве следующего царя Сабы. Преемником Шаира Аутара на сабейском престоле стал Лахайасат Йархам, родственные связи которого с предыдущими царями не известны. По оценке советского сабеиста А. Г. Лундина, Шаир Аутар является одним из известнейших сабейских царей, в правление которого Сабейское государство достигло большого могущества и распространило свою гегемонию практически на всю территорию современного Йемена, за исключением Хадрамаута.